# Modern Magyar Képtár

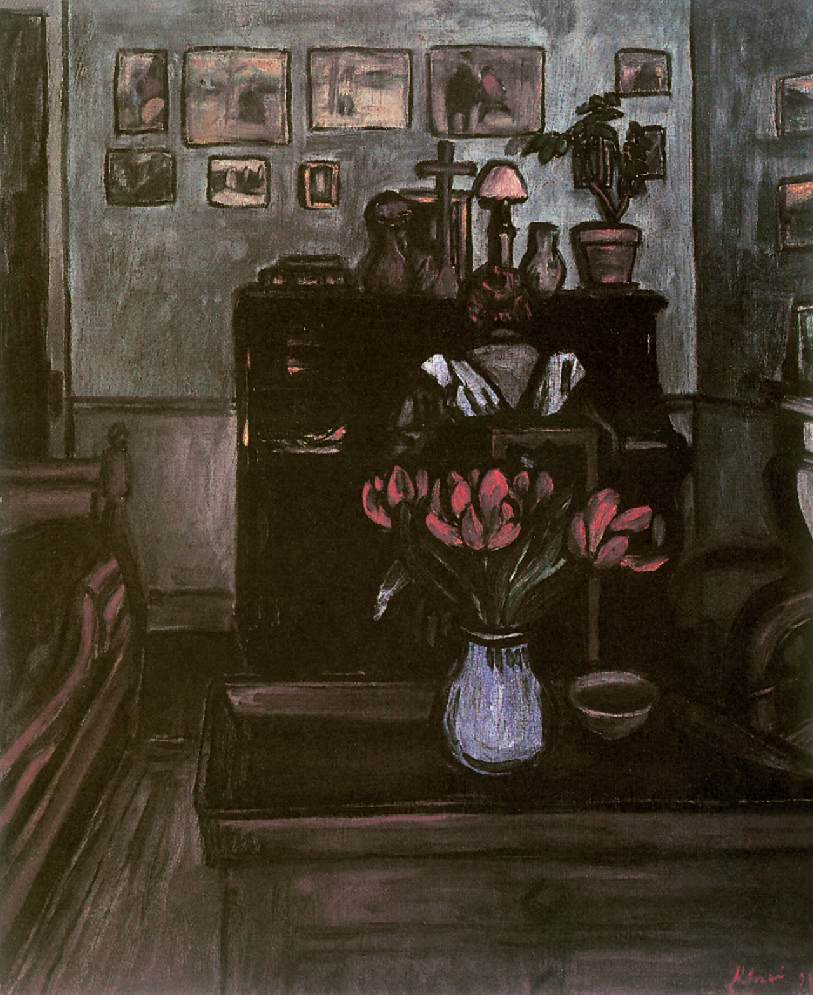
Rippl-Rónai József: Alkonyat egy intim szobában (1894)

A JPM Modern Magyar Képtár (Pécs, Papnövelde utca 5.)  a magyar képzőművészet legjelentősebb alkotóinak műveiből ad átfogó keresztmetszetet bő száz évre visszamenőleg.

## A képtár alapítása és gyűjteménye
A pécsi JPM Modern Magyar Képtár  - a Janus Pannonius Múzeum művészeti osztálya - elsősorban 19-20. századi magyar képzőművészeti alkotásokat gyűjt. Eddig mintegy 10 ezer műtárgyat őriznek a múzeumban. A képtár néhány hónappal az 1956-os forradalom leverése után, illetve fél évvel a Magyar Nemzeti Galéria megnyitása előtt kezdte meg működését, tehát több mint 50 éves.
A látogató a magyar képzőművészet legjobbjainak alkotásaival találkozhat itt: azokkal, akik iskolákat alapítottak, csoportokba tömörültek és azokkal is, akik magányos óriásként sajátos, egyéni stílust teremtettek. Csupán néhány nevet említve is meggyőző lehet a névsor: Ferenczy Károly, Thorma János a nagybányaiaktól, Rippl-Rónai József, Nagy Balogh János az ún. "dekoratív" irányhoz soroltak közül, Berény Róbert, Czigány Dezső, Tihanyi Lajos a Nyolcak csoportjából, Nemes-Lampérth József, Bortnyik Sándor, Kmetty János - az Aktivisták köréből és az Európai Iskolát képviselő Korniss Dezső, Bálint Endre, Gyarmathy Tihamér.
A nagybányai művésztelep tevékenységével kezdődik a kiállított képek és szobrok bemutatása, és az 1945 után, közel három évig működő Európai Iskola tevékenységének áttekintésével fejeződik be.
A Káptalan utcai kiállítások legjelentősebb képei közt szerepel például Rippl-Rónai József Alkonyat egy intim szobában című (1894), Gulácsy Lajos Az ópiumszívó álma (1913-18), Berény Róbert Cilinderes önarckép (1907), Galimberti Sándor: Amszterdam (1914-15), Korniss Dezső Kántálók (1946) c. alkotása.

## Kortárs Gyűjtemény
A Kortárs Gyűjtemény az egykori barokk vármegyeháza második emeletén a magyar művészetnek a szocialista realizmus időszaka utáni új fejleményeire koncentrál, az ötvenes-hatvanas években még alkotó "klasszikus" avantgárd művészektől (Ország Lili, Korniss Dezső, Bálint Endre) és a velük párhuzamosan jelentkező neoavantgárd első generációjától (Bak Imre, Fajó János, Nádler István, Tót Endre) az új teljesítményekig (például Erdély Miklós, Jovánovics György, Szabados Árpád) húzódó íven.
2010-ben a műtárgyak száma 12 ezerre tehető.

## Szervezete
A pécsi Janus Pannonius Múzeum kiállítóhelye.